# Hotel La Posada de El Reino
El Hotel La Posada de El Reino es un Hotel localizado en el Sector de El Yaque a unos minutos del Aeropuerto Internacional del Caribe Santiago Mariño, en el sur de la Isla de Margarita en el Estado Nueva Esparta al nororiente del país Sudamericano de Venezuela.

## Historia
Fue construido a un lado del Complejo turístico y parque Temático El Reino de Musipan (inaugurado en 2004), un espacio propiedad del empresario y popular humorista venezolano Benjamín Rausseo, conocido local e informalmente como Er Conde del Guacháro.
El resort incluye 220 cabañas, cancha de golf y áreas recreativas como piscinas y espacios infantiles. Fue inaugurado en el año 2013 como parte de la expansión de los negocios de Rauseo por Venezuela. Se espera que en nuevas etapas se amplie su capacidad e incluya un campo de Golf.